# Eurybia macrophylla
Eurybia macrophylla là một loài thực vật có hoa trong họ Cúc. Loài này được (L.) Cass. mô tả khoa học đầu tiên năm 1825.